# Nigel Green
Nigel Green est un acteur britannique, né le 15 octobre 1924 à Pretoria en Afrique du Sud, et mort le 15 mai 1972 à Brighton.

## Biographie
Il est mort des suites d'une overdose accidentelle de somnifères. Des personnes suggèrent même que ce fut un suicide.

## Filmographie

### Cinéma
- 1954 : Meet Mr. Malcolm de Daniel Birt
- 1954 : Stranger from Venus (TV) : Second Police Officer
- 1954 : The Sea Shall Not Have Them de Lewis Gilbert : Met Officer Howard
- 1955 : L'Abominable Invité (As Long as They're Happy) de Jack Lee Thompson : Peter
- 1956 : Reach for the Sky de Lewis Gilbert : Streatfield
- 1956 : Find the Lady de Charles Saunders
- 1957 : Amère Victoire (Bitter Victory) de Nicholas Ray : Pvt. Wilkins
- 1958 : The Gypsy and the Gentleman de Joseph Losey : Game Pup
- 1958 : William Tell (série télévisée) : Fertog ('The Bear') (unknown episodes)
- 1958 : Corridors of Blood de Robert Day : Inspector Donovan
- 1959 : Witness in the Dark de Wolf Rilla : Killer
- 1960 : Les Criminels (The Criminal) de Joseph Losey : Ted
- 1960 : Hold-up à Londres (The League of Gentlemen) de Basil Dearden : Kissing man
- 1960 : L'Aguicheuse / Scotland Yard enquête sur les party girls (Beat Girl) de Edmond T. Greville : Simon
- 1960 : Le Serment de Robin des Bois (Sword of Sherwood Forest) de Terence Fisher : Little John
- 1961 : Pit of Darkness de Lance Comfort : Jonathan
- 1961 : Gorgo de Eugene Lourie : Bulletin Announcer
- 1961 : L'Île mystérieuse (Mysterious Island) de Cyril Raker Endfield : Tom Ayerton (scenes deleted)
- 1961 : The Queen's Guards de Michael Powell : Abu Sibdar
- 1961 : Man at the Carlton Tower de Robert Tronson
- 1962 : The Spanish Sword de Ernst Morris : Baron Breaute
- 1962 : The Durant Affair de Godfrey Grayson : Sir Patrick
- 1962 : Playback de Quentin Lawrence : Ralph Monk
- 1962 : The Primitives
- 1963 : Jason et les Argonautes (Jason and the Argonauts) de Donald Chaffey : Hercules
- 1963 : Requins de haute mer (Mystery Submarine) : Chief ERA Lovejoy
- 1963 : The Man Who Finally Died de Quentin Lawrence : Hirsch
- 1964 : Zoulou (Zulu) de Cyril Raker Endfield  : Colour Sgt. Frank Bourne
- 1964 : Saturday Night Out de Robert Hartford Davis : Paddy
- 1964 : Le Masque de la Mort Rouge (The Masque of the Red Death) de Roger Corman : Ludovico, Francesca's father
- 1965 : Le Crâne maléfique (The Skull) de Freddie Francis : Inspector Wilson
- 1965 : Ipcress - Danger immédiat (The Ipcress File) de Sidney J. Furie : Major Dalby
- 1965 : Le Masque de Fu-Manchu (The Face of Fu Manchu) de Don Sharp : Sir Nayland Smith
- 1966 : Plus féroces que les mâles (Deadlier Than the Male) de Ralph Thomas : Carl Petersen
- 1966 : Khartoum de Basil Dearden : Gen. Wolseley
- 1966 : Let's Kill Uncle de William Castle : Major Kevin Harrison
- 1967 : Tobrouk, commando pour l'enfer (Tobruk) de Arthur Hiller : Col. John Harker
- 1967 : Africa: Texas Style de Andrew Marton : Karl Bekker
- 1967 : The Secret Agent (feuilleton TV) : Adolph Verloc
- 1967 : The Queen's Traitor (TV) : John Hawkins
- 1968 : Enfants de salauds (Play Dirty) de André de Toth : Col. Masters
- 1968 : The Pink Jungle de Delbert Mann : Dennis McCune (incorrectly given in credits as 'Crowley')
- 1968 : Matt Helm règle son comte (The Wrecking Crew) de Phil Karlson : le comte Contini
- 1969 : Fräulein Doktor de Alberto Lattuada : col. Mathesius
- 1970 : La Lettre du Kremlin (The Kremlin Letter) de John Huston : The Whore
- 1971 : Comtesse Dracula (Countess Dracula) de Peter Sasdy : Capt. Dobi the Castle Steward
- 1972 : Clochemerle (série télévisée) : Captain Tardinaux
- 1972 : Dieu est mon droit (The Ruling Class) de Peter Medak : McKyle
- 1973 : Gawain and the Green Knight de Stephen Weeks : Green Knight

### Séries TV
- Chapeau melon et bottes de cuir, The Avengers (1967) : Épisode 6 Le Vengeur volant, The Winged Avenger
- Chapeau melon et bottes de cuir, The Avengers (1969) : Épisode 26 Brouillard, Fog
- Amicalement vôtre, The Persuaders (1971) : épisode 20 Des secrets plein la tête, Read and Destroy